# Trendelburg
Trendelburg é um município da Alemanha, situado no distrito de Kassel, no estado de Hesse. Tem 69,35 km² de área, e sua população em 2019 foi estimada em 4.892 habitantes.